# Winkelcentrum De Eglantier
De Eglantier is een winkelcentrum in het zuidoosten van de Nederlandse stad Apeldoorn. De naam is ontleend aan het Latijnse woord voor wilde roos.

## Ontwerp en ontwikkeling

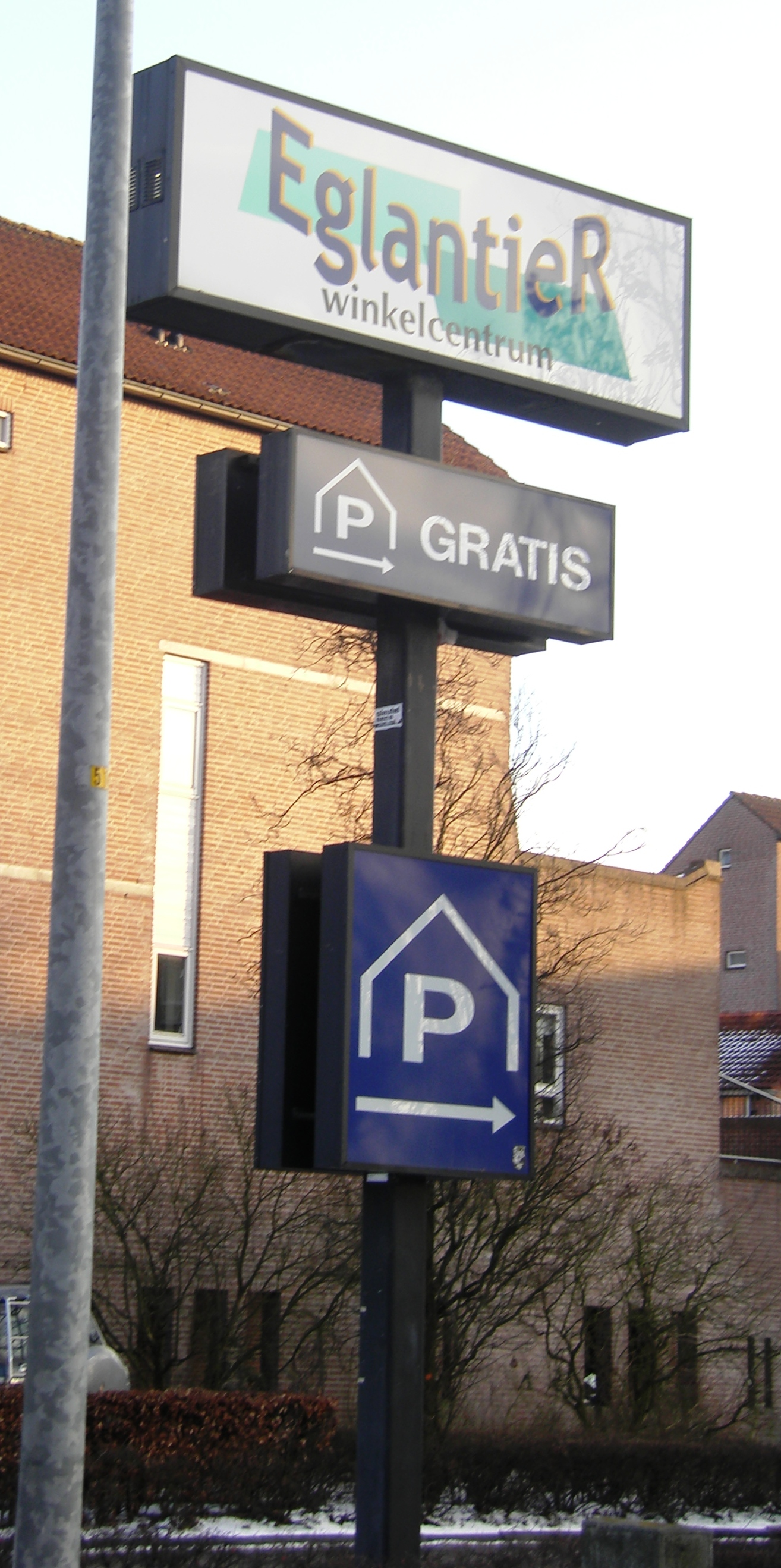

De Eglantier is in 1981 gebouwd als wijkcentrum voor de wijk De Maten en symboliseert een middeleeuws stadje. Het oorspronkelijke ontwerp stamt van het architectenduo Alberts en Van Huut, die later onder meer bekendheid verwierven met de karakteristieke gebouwen van de ING Bank. Net als deze gebouwen is De Eglantier ontworpen en gebouwd in de organische stijl, waarin veel schuine lijnen worden gebruikt. Het winkelcentrum is opgetrokken uit rood baksteen.
In de jaren 90 zijn aan het Violierenplein, langs De Violieren en langs de Eglantierlaan enkele woontorens aan het winkelcentrum toegevoegd, die door verschillende architecten zijn ontworpen.
Op 29 mei 2006 presenteerden de gemeente Apeldoorn, de Winkeliersvereniging De Eglantier en stedenbouwkundigen een plan voor de revitalisering en uitbreiding van het winkelcentrum. Dit gebeurde in een tijd waarin naast De Maten ook de nieuwe woonwijk Groot Zonnehoeve aan het stadsdeel Zuidoost werd toegevoegd, zodat het winkelcentrum meer capaciteit kreeg om de rol van stadsdeelhart te vervullen. De opdracht voor het nieuwe ontwerp werd uitbesteed aan AGS Architects, die het oorspronkelijke ontwerp van het middeleeuwse stadje zorgvuldig bestudeerden. Er werden onder meer grachtenpanden en schuren toegevoegd, die waren aangepast aan de bestaande architectuur. Het winkelcentrum kreeg daardoor naar buiten toe meer uitstraling en naar binnen toe meer knusheid.
In 2010 werd begonnen met de revitalisering en uitbreiding, die uiteindelijk in totaal tien jaar duurde. Verspreid over meerdere jaren zijn er ca. 95 nieuwbouwwoningen, 6.000 vierkante meter aan nieuwe commerciële ruimte en zowel boven- als ondergronds parkeerplaatsen aan het bestand toegevoegd. Daarnaast werd 12.000 vierkante meter bestaande bouw verbeterd. Door de verbouwing werd de vestiging van nieuwe publiekstrekkers zoals discounters, drogisterijen en een extra supermarkt mogelijk. De laatste werkzaamheden bestonden uit de bouw van een nieuwe supermarkt aan het Violierenplein en een ingrijpende verbouwing van kerkelijk centrum De Drie Ranken.
De verbouwplannen van De Eglantier was in 2005 tevens aanleiding voor de winkeliersvereniging en andere betrokken partijen om een veilige en schone leefomgeving te creëren. Op 27 januari 2006 ontving het winkelcentrum daarvoor de eerste ster van het Keurmerk Veilig Ondernemen voor winkelgebieden (KVO-W). Bepaalde voorwaarden konden alleen worden vervuld door bouwkundige ingrepen die tijdens de werkzaamheden meteen mee konden worden genomen, zoals het plaatsen van een ondergrondse papiercontainer die niet zo gemakkelijk in brand te steken is. Met het Sinterklaasfeest van 2013 werd het toenmalig maximale aantal van drie sterren gevierd. Het certificatieschema werd later veranderd in een scala van vijf sterren en een gouden ster. Het behalen van de gouden ster werd op 21 november 2018 gevierd.

## Structuur

Plattegrond van het winkelcentrum

Tot De Eglantier wordt over het algemeen een rechthoekig gebied gerekend dat wordt ingesloten door de Gildenlaan in het noordoosten, de Eglantierlaan in het zuidoosten en waterpartijen in het noord- en zuidwesten. Aan de overzijde van het water bevinden zich ten noordwesten de Warenargaarde en ten zuidwesten een uitloper van het Matenpark.
De oorspronkelijke kern van het winkelcentrum ligt in het midden en noordwesten van dit gebied. Het wordt gevormd door vier straten – alle De Eglantier geheten – die samen een vierkant vormen. Deze straten hebben aan weerszijden in totaal ruim 60 winkels op de begane grond met een gezamenlijke oppervlakte van 9.450 vierkante meter. Eronder ligt een parkeerkelder met 210 parkeerplaatsen waar (de eerste twee uur) gratis geparkeerd kan worden, en erboven zijn tot op verschillende hoogtes ruim 200 woningen gebouwd.
Ten noorden van het vierkant stonden vroeger de kassen van bloemisterij Artifleur, die begin 2008 afbrandden. Ook liep hier de toegangsweg tot de parkeergarage en lag er een parkeerplaats. Sinds de verbouw is het winkelgebied met woontorens tot aan de Gildenlaan uitgebreid. Ten noordoosten staat een rij woonhuizen langs de Gildenlaan die tot de oorspronkelijke bebouwing hoort.
De gehele oosthoek van het areaal biedt plaats voor Gezondheidscentrum De Maten met onder meer diverse huisartsen, tandartsen, een apotheek en een fysiotherapeut. Ernaast, tussen het vierkant en de Eglantierlaan, ligt een ruime parkeerplaats en staat appartementencomplex De Wilde Roos met op de begane grond winkelruimtes.
Het zuidelijke gedeelte, gelegen langs de Eglantierlaan, bestaat uit het Violierenplein met daaromheen interkerkelijk centrum De Drie Ranken, jongerencentrum Don Bosco De Maten (JeJoCeMa), kinderdagverblijf Dikke Maatjes en wijkontmoetingscentrum De Stolp met zalen, een bibliotheek, een café en een kegelbaan. Ten zuidwesten van het vierkant staan woonhuizen en woonflats langs de straat De Violieren.
Door het winkelcentrum lopen van oudsher twee fietsassen. De een verbindt de buurt De Velden en het Matenpark in het zuidwesten met de buurt De Donken aan de overzijde van de Gildenlaan; de ander verbindt de buurt De Gaarden in het noordwesten met de buurt De Hoeven aan de overzijde van de Eglantierlaan. Om de veiligheid van het winkelend publiek te bevorderen, mede vanwege de opkomst van e-bikes, maken borden sinds 2020 duidelijk dat dit een voetgangerszone is waar fietsers slechts "te gast" zijn.

## Evenementen
Elke dinsdagmorgen is er markt op de Eglantierlaan, waarvoor de doorgaande weg wordt afgezet. Oorspronkelijk werd deze gehouden op het Violierenplein, maar moest per 2 november 2010 uitwijken toen dit gebied tijdens de grootschalige verbouwing als materiaalopslag werd gebruikt. De Eglantierlaan is daarvoor bewust ontworpen als een brede laan, met rijstroken aan de buitenzijde en parkeerplaatsen ertussenin. De verhuizing zou van tijdelijke aard zijn, maar kreeg een meer permanent karakter toen de verbouwing enkele jaren vertraging opliep. Het Violierenplein werd in 2020 weer vrijgegeven, toen in verband met de coronapandemie afstandsmaatregelen waren getroffen. De markt is sindsdien op de Eglantierlaan gebleven. Het is niet bekend of tussentijds geëvalueerd is of de markt weer naar het Violierenplein moet terugkeren.
De winkeliersvereniging organiseert diverse jaarlijks terugkerende evenementen. Zo is er het moonlightshoppen waarbij er 's avonds gewinkeld kan worden en er op straat veel te doen is, en dat traditioneel met een groot vuurwerk wordt afgesloten. De geraniummarkt heeft een nadruk op bloemen en planten, maar ook andere winkels verkopen buiten hun waar. In recentere jaren is er het preuvenement bij gekomen, waarbij de nadruk ligt op het proeven van bijzondere recepten.